# Rue Pauline-Kergomard (Lyon)
Pour les articles homonymes, voir Rue Pauline-Kergomard.
La rue Pauline-Kergomard est une rue située dans le 7e arrondissement de Lyon, entre la Grande rue de la Guillotière et le parc Blandan.

## Situation
La rue débute sur le côté sud de la Grande rue de la Guillotière et aboutit rue du Béguin. Elle est orientée nord-sud et possède également une branche orientée à l'est, qui aboutit rue Tourville.

## Origine du nom
La rue porte le nom de Pauline Kergormard, institutrice et fondatrice des écoles maternelles, née le 24 avril 1838 à Bordeaux (Gironde) et morte le 13 février 1925 à Saint-Maurice (Seine, aujourd'hui Val-de-Marne).

## Histoire
Cette rue a été dénommée par délibération du Conseil municipal de Lyon le 2 juillet 2012.